# Chaperiopsis intermediata
Chaperiopsis intermediata är en mossdjursart som beskrevs av Gordon 1984. Chaperiopsis intermediata ingår i släktet Chaperiopsis och familjen Chaperiidae. Inga underarter finns listade i Catalogue of Life.